# Dunajek (powiat olecki)
Dunajek – wieś w Polsce położona w województwie warmińsko-mazurskim, w powiecie oleckim, w gminie Świętajno.
W latach 1975–1998 miejscowość należała administracyjnie do województwa suwalskiego.
Położona jest w pobliżu jeziora Chełchy i Jeziora Mulistego.

## Zabytki
- dwór z II poł. XIX w., secesyjny, rozbudowany w 1908, parterowy, elewacja ogrodowa rozbudowana półowalnym ryzalitem nakrytym hełmem[4]